# Liste der Naturdenkmale in Staufen im Breisgau
| Naturdenkmale | Anzahl |
| ------------- | ------ |
| FND           | 1      |
| END           | 36     |
| Gesamt        | 37     |

Die Liste der Naturdenkmale in Staufen im Breisgau nennt die verordneten Naturdenkmale (ND) der im baden-württembergischen Landkreis Breisgau-Hochschwarzwald liegenden Stadt Staufen im Breisgau. In Staufen im Breisgau gibt es insgesamt 37 als Naturdenkmal geschützte Objekte, davon ein flächenhaftes Naturdenkmal (FND) und 36 Einzelgebilde-Naturdenkmale (END).
Stand: 1. November 2016.

## Flächenhafte Naturdenkmale (FND)
| Name                     | Bild | Kennung     | Einzelheiten        | Position | Fläche Hektar | Datum        |
| ------------------------ | ---- | ----------- | ------------------- | -------- | ------------- | ------------ |
| Schneiderhöhnfelsen      | BW   | 83151080100 | Staufen im Breisgau | ⊙        | 0,2           | 1. Apr. 1966 |
| Legende für Naturdenkmal |      |             |                     |          |               |              |

## Einzelgebilde (END)
| Name                               | Bild | Kennung     | Einzelheiten                                                    | Position | Fläche Hektar | Datum         |
| ---------------------------------- | ---- | ----------- | --------------------------------------------------------------- | -------- | ------------- | ------------- |
| 1 Blutbuche                        | BW   | 83151080010 | Staufen im Breisgau Nicht mehr in der LUBW-Datenbank vorhanden. | ⊙        | 0,0           | 20. Jan. 2010 |
| 1 Esskastanie Alois-Schnorr-Str.   | BW   | 83151080049 | Staufen im Breisgau                                             | ⊙        | 0,0           | 20. Jan. 2010 |
| 1 Esskastanie                      | BW   | 83151080001 | Staufen im Breisgau                                             | ⊙        | 0,0           | 20. Jan. 2010 |
| 1 Esskastanie                      | BW   | 83151080002 | Staufen im Breisgau                                             | ⊙        | 0,0           | 20. Jan. 2010 |
| 1 Linde Freihofgasse               | BW   | 83151080004 | Staufen im Breisgau                                             | ⊙        | 0,0           | 20. Jan. 2010 |
| 1 Mammutbaum                       | BW   | 83151080006 | Staufen im Breisgau                                             | ⊙        | 0,0           | 20. Jan. 2010 |
| 1 Mammutbaum                       | BW   | 83151080038 | Staufen im Breisgau                                             | ⊙        | 0,0           | 20. Jan. 2010 |
| 1 Mostbirnbaum                     | BW   | 83151080013 | Staufen im Breisgau                                             | ⊙        | 0,0           | 20. Jan. 2010 |
| 1 Mostbirnbaum                     | BW   | 83151080039 | Staufen im Breisgau                                             | ⊙        | 0,0           | 20. Jan. 2010 |
| 1 Sommerlinde Alois-Schnorr-Straße | BW   | 83151080007 | Staufen im Breisgau                                             | ⊙        | 0,0           | 20. Jan. 2010 |
| 1 Sommerlinde                      | BW   | 83151080012 | Staufen im Breisgau                                             | ⊙        | 0,0           | 20. Jan. 2010 |
| 1 Sommerlinde                      | BW   | 83151080020 | Staufen im Breisgau                                             | ⊙        | 0,0           | 20. Jan. 2010 |
| 1 Sommerlinde                      | BW   | 83151080042 | Staufen im Breisgau                                             | ⊙        | 0,0           | 20. Jan. 2010 |
| 1 Speierling                       | BW   | 83151080026 | Staufen im Breisgau                                             | ⊙        | 0,0           | 20. Jan. 2010 |
| 1 Speierling                       | BW   | 83151080040 | Staufen im Breisgau                                             | ⊙        | 0,0           | 20. Jan. 2010 |
| 1 Speierling                       | BW   | 83151080048 | Staufen im Breisgau                                             | ⊙        | 0,0           | 20. Jan. 2010 |
| 1 Stieleiche Alois-Schnorr-Straße  | BW   | 83151080008 | Staufen im Breisgau                                             | ⊙        | 0,0           | 20. Jan. 2010 |
| 1 Stieleiche                       | BW   | 83151080011 | Staufen im Breisgau                                             | ⊙        | 0,0           | 20. Jan. 2010 |
| 1 Traubeneiche Alois-Schnorr-Str.  | BW   | 83151080009 | Staufen im Breisgau                                             | ⊙        | 0,0           | 20. Jan. 2010 |
| 1 Traubeneiche                     | BW   | 83151080014 | Staufen im Breisgau                                             | ⊙        | 0,0           | 20. Jan. 2010 |
| 1 Traubeneiche                     | BW   | 83151080024 | Staufen im Breisgau                                             | ⊙        | 0,0           | 20. Jan. 2010 |
| 1 Traubeneiche                     | BW   | 83151080041 | Staufen im Breisgau                                             | ⊙        | 0,0           | 20. Jan. 2010 |
| 1 Traubeneiche                     | BW   | 83151080046 | Staufen im Breisgau Nicht mehr in der LUBW-Datenbank vorhanden. | ⊙        | 0,0           | 20. Okt. 2010 |
| 1 Weisstanne                       | BW   | 83151080017 | Staufen im Breisgau                                             | ⊙        | 0,0           | 20. Jan. 2010 |
| 1 Weißtanne                        | BW   | 83151080003 | Staufen im Breisgau                                             | ⊙        | 0,0           | 20. Jan. 2010 |
| 1 Winterlinde                      | BW   | 83151080005 | Staufen im Breisgau                                             | ⊙        | 0,0           | 20. Jan. 2010 |
| 20 Platanen                        | BW   | 83151080021 | Staufen im Breisgau Nicht mehr in der LUBW-Datenbank vorhanden. | ⊙        | 0,0           | 20. Jan. 2010 |
| 20 Platanen                        | BW   | 83151080043 | Staufen im Breisgau                                             | ⊙        | 0,0           | 20. Jan. 2010 |
| 3 Esskastanien                     | BW   | 83151080015 | Staufen im Breisgau                                             | ⊙        | 0,0           | 20. Jan. 2010 |
| 3 Platanen                         | BW   | 83151080023 | Staufen im Breisgau                                             | ⊙        | 0,0           | 20. Jan. 2010 |
| 3 Platanen                         | BW   | 83151080045 | Staufen im Breisgau Nicht mehr in der LUBW-Datenbank vorhanden. | ⊙        | 0,0           | 20. Jan. 2010 |
| 4 Blutbuchen                       | BW   | 83151080016 | Staufen im Breisgau                                             | ⊙        | 0,0           | 20. Jan. 2010 |
| 5 Birnbäume                        | BW   | 83151080025 | Staufen im Breisgau                                             | ⊙        | 0,0           | 20. Jan. 2010 |
| 5 Bruchweiden                      | BW   | 83151080022 | Staufen im Breisgau                                             | ⊙        | 0,0           | 20. Jan. 2010 |
| 5 Bruchweiden                      | BW   | 83151080044 | Staufen im Breisgau Nicht mehr in der LUBW-Datenbank vorhanden. | ⊙        | 0,0           | 20. Jan. 2010 |
| 5 Wasserbirnen                     | BW   | 83151080047 | Staufen im Breisgau                                             | ⊙        | 0,0           | 20. Jan. 2010 |
| Legende für Naturdenkmal           |      |             |                                                                 |          |               |               |